# Borgarmon
Borgarmon är ett naturreservat i Kinda kommun i Östergötlands län.
Området är naturskyddat sedan 2006 och är 21 hektar stort. Reservatet omfattar berget Borgamonn söder om Järnlunden. Reservatet består av ädellövskog och barrskog med lövträd.